# Téguéréya
Téguéréya est une ville et une sous-préfecture de Guinée, rattachée à la préfecture de Mamou et à la région de Mamou.

## Histoire
Téguéréya est le siège de la sous préfecture du même nom. Elle relevait de l'arrondissement de Saramoussaya a l'indépendance en 1958. Compte tenu de sa position au delà du fleuve Bafing et en raison de son enclavement, elle a été érigée en délégation administrative puis sous préfecture.

## Population
En 2016, la localité comptait 9 944 habitants.